# Ford Courier
Ford Courier (Форд Курьер) — название различных автомобилей, производившихся американской компанией Форд с 1952 года.

## Коммерческий седан (1952—1960)

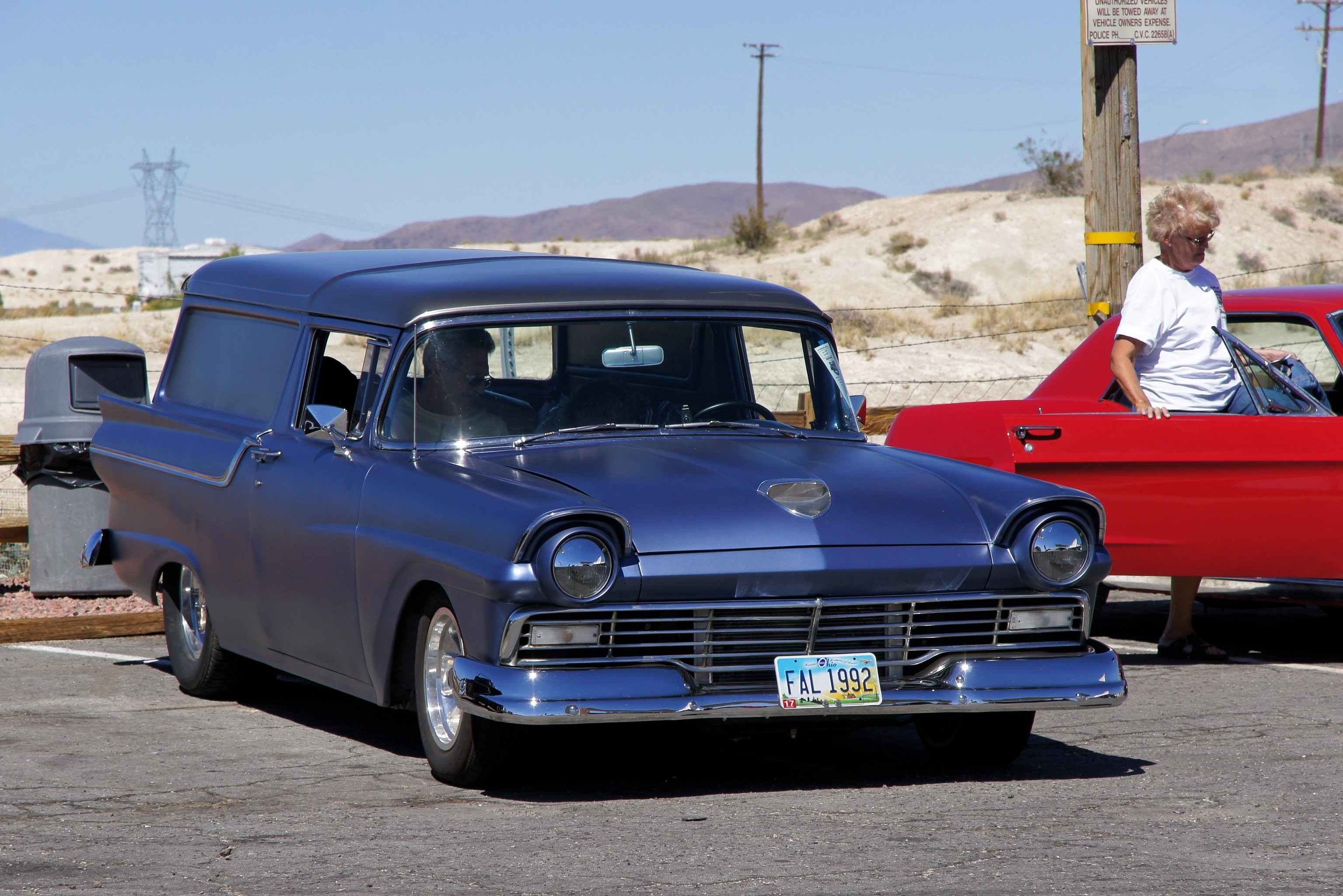
Коммерческий седан Ford Courier 1956 года

Это был коммерческий седан для доставок на базе платформы 1956 года седанов Форд. Код модели был 78A. Он имел переднемоторную компоновку и задний привод.
С 1952 по 1956 годы, доступ к задней части осуществлялся через заднюю дверь с боковым шарниром. В 1957 и 1958 годах, задняя дверь получила более привычный, на сегодняшний день, вид с двумя соединительными стойками. Заднее стекло было разделено на три части, две боковые изогнутые и центральная часть. Боковые стёкла идентичны установленным в универсалах Ford Parklane и позднем Ford Del Rio.

В 1959 году, все Курьеры получили окна, очень похожие на установленные в универсале Tudor Ranch Wagon и код модели сменился на 59E.

## Модели на базе Mazda

### Первое поколение (1971—1976)
В начале 1970-х годов, название Форд Курьер пристало к компактному пикапу производства Mazda, называемому Mazda B-Series. Он имел большую экономию топлива, чем в обычные пикапы того времени. Курьер собирался Toyo Kogyo (Mazda), импортировался и продавался Фордом как ответ на ставших популярными пикапами Toyota и Nissan/Datsun. Он занял сегмент рынка, ранее принадлежащий Ranchero, строившемся на базе автомобиля Falcon, так как его платформа была увеличена до Ford Fairlane в 1966 году.

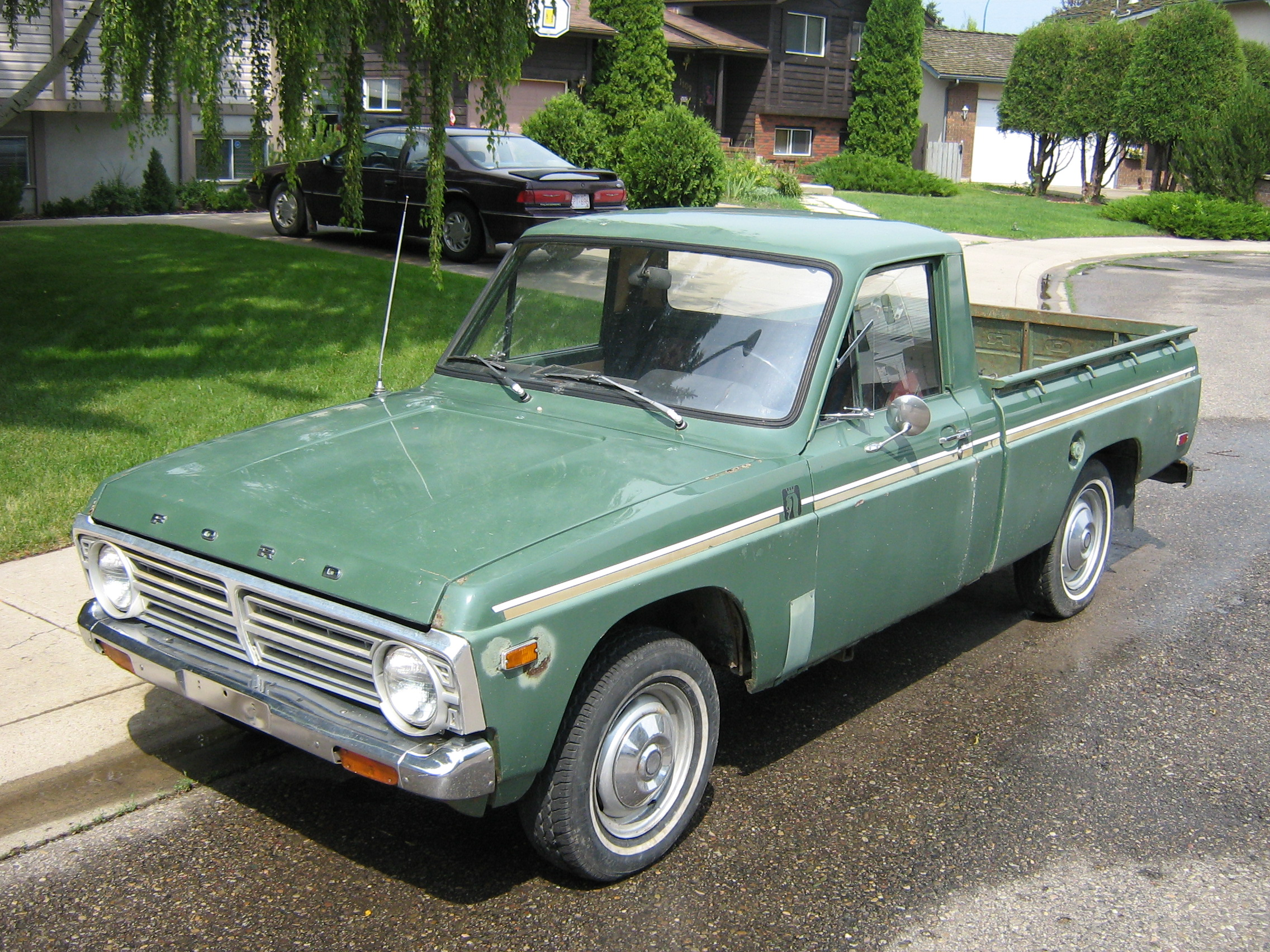
Ford Courier (Канада)

Как и другие мини-пикапы того времени, он имел 2-литровый двигатель с четырьмя цилиндрами, четырёхступенчатую механическую коробку передач, задний привод, грузоподъёмность в 635 кг и довольно небольшой ценник по сравнению с полноразмерными пикапами своего времени. Чтобы обойти 25 % «куриный налог» на легкие пикапы, Курьеры (как и Chevrolet LUV) импортировались в конфигурации «cab chassis», включающей весь автомобиль без грузового отсека или бортов, и подлежали только к 4 % налогу. Впоследствии, борта крепились к автомобилю и он продавался как легкий пикап.
Второе поколение Форд Курьер с появлением продавалось чуть более US$3000, что было близко к большему F-100.
Стиль кузова был эффективным, связанным с Mazda B-series; однако, его передний стиль был уникальным, с решеткой имитирующей больший Ford F-series, и крупные одиночные фары вместо двойных малых от B-series.
С появлением Курьера, он имел в стандарте 1,8-литровый с верхним расположением клапанов двигатель, мощностью 74 л.с. (55 кВт) при 5070 об/мин, и моментом 125 Нм при 3500 об/мин. четырёхступенчатая механическая трансмиссия была стандартной, опционально также существовал трёхступенчатый автомат (пятиступенчатая механика стала опцией с 1976 года).
Шильдик Курьера изменился несколько раз в первом поколении. В 1972 и 1973 годах, на задней двери была надпись «COURIER» большими выпуклыми буквами, с малым значком «FORD» в левом верхнем углу. В 1972 году малый значок «COURIER» появился на передней части капота (с 1973 по 1976 на капоте был «FORD»). С 1974 модельного года, на задней двери появился «FORD» большими буквами, с малым значком «COURIER» в правом нижнем углу. В 1976 году кабина была удлинена на 76 мм и шильдик переехал на решётку.

### Второе поколение (1977—1985)

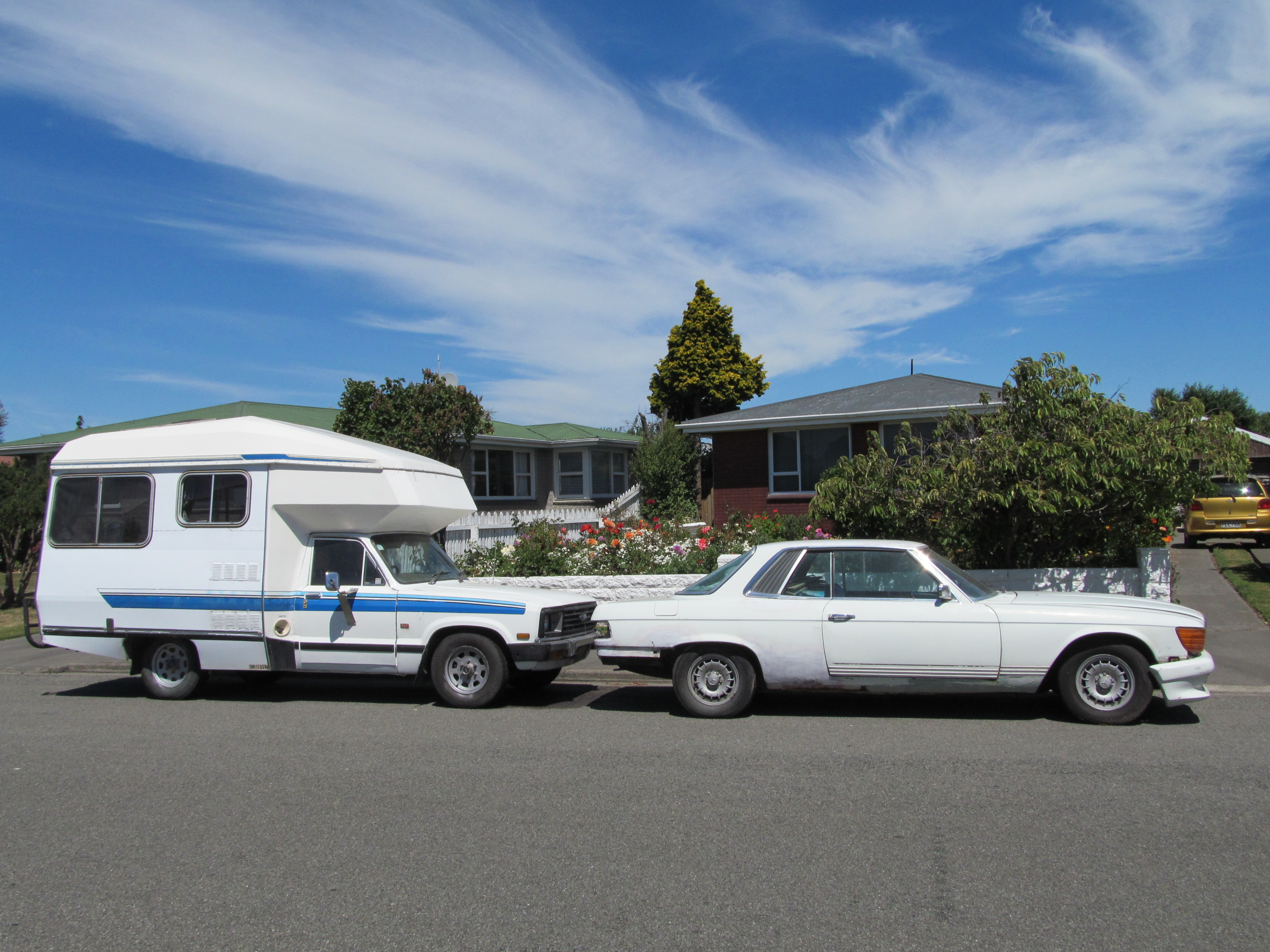
Кэмпер Ford Courier (Новая Зеландия)

После 1977 года, Форд обновила Курьер, перейдя на более блочный, угловой стиль, которым отличался автомобильный дизайн моделей 1980-х годов. В 1979 году, базовая модель двигателя увеличила объём до 2,0 литров.
Пикап был доступен с передними дисковыми тормозами, также как и автомобили с 2,3-литровыми двигателями (например, Ford Pinto, Granada и Mustang II). Ключевым отличительным признаком Курьера от Mazda B-Series были фары. В 1979 году базовая модель рядного четырёхцилиндрового двигателя увеличила объём до 2,0 литров. Опционально двигатель Ford объёмом 2,3 л производился в Бразилии.
Курьер никогда не был доступен с дизельным двигателем в США. Однако, Mazda B2200 1980 года был доступен с S2, производства Perkins 4.135 (четыре цилиндра, 135-CID) 2,2-литровым двигателем мощностью 66 л.с. (49 кВт) при 2100 об/мин. Этот же дизельный двигатель был доступен и на Форд Рейнджер 1983 и 1984 годов, но был сменен 2,3-литровым турбодизелем Mitsubishi 4D55T (также использовался на Mitsubishi Mighty Max и Dodge Ram 50) для Рейнджеров 1985—1987 годов.

Курьер продолжал продаваться в Северной Америке до 1982 модельного года. С 1983 года Форд вводит Форд Рейнджер, заполнивший сегмент компактных пикапов США и Канаде, эффективно сменив Курьера. Однако, на других рынках (таких как Австралия), это поколение существовало до 1985 года, когда появилось следующее поколение. Австралийские модели получили фейслифтинг около 1982/1983 годов.

#### Электрические варианты
Между 1979 и 1982 годами, было произведено несколько электрических Форд Курьер — Jet Industries купила «vehicle gliders» (кузов Форд Курьер без двигателя), и установила двигатель серии DC со свинцово-кислотными батареями, производства Jet Industries ElectraVan 750. Они продавались в основном для использования в качестве служебных машин, в локальных правительственных ведомствах. Они имели максимальную скорость около 113 км/ч, и проезжали на полном заряде до 97 км. Несколько этих автомобилей до сих пор существуют, с модернизированными двигателем и аккумуляторными блоками с более высоким напряжением.

### Третье поколение (1985—1998)

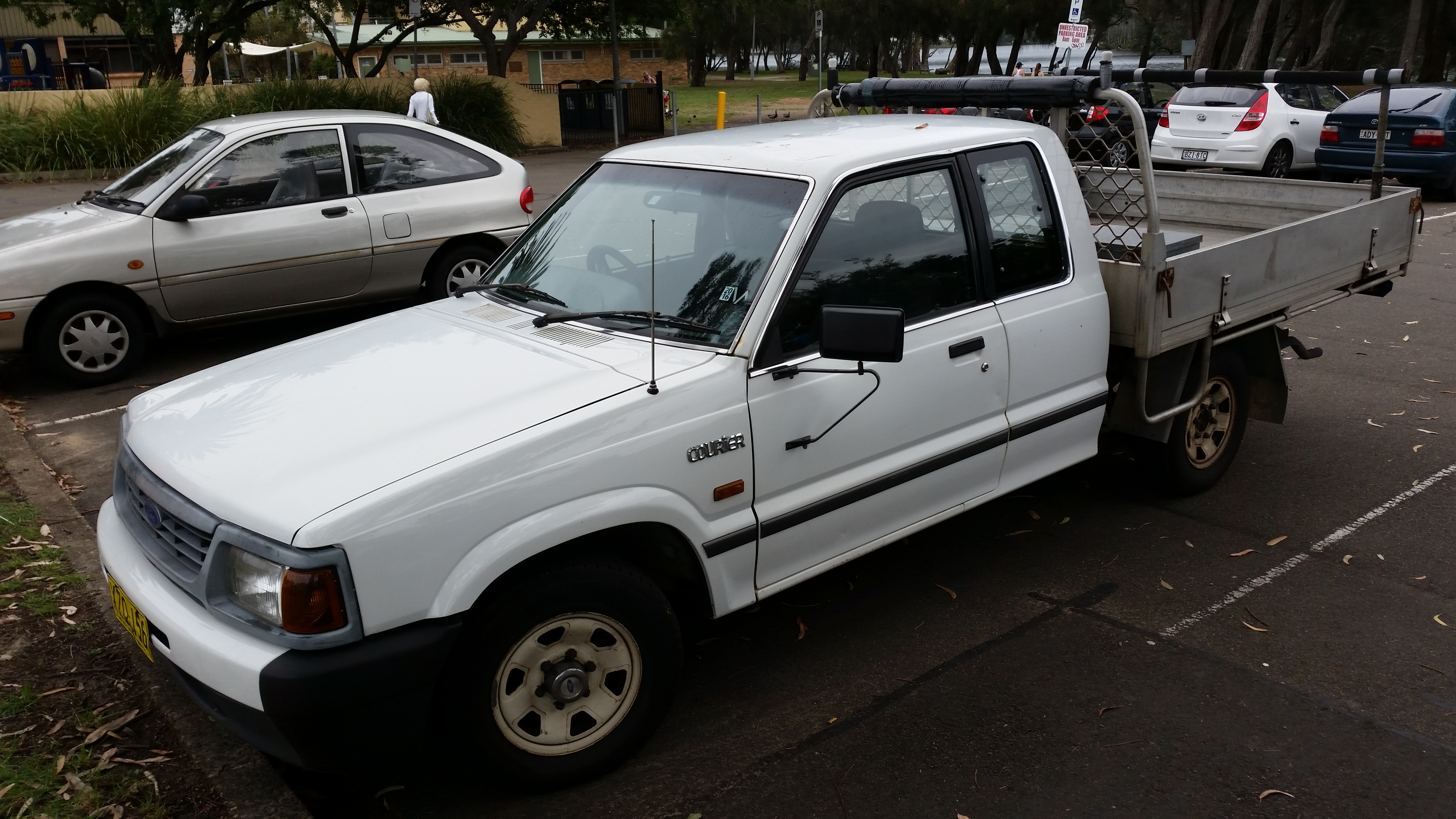
Ford Courier 1998 года (Австралия)

Одновременно с изменением дизайна Mazda Proceed/B-Series в 1985 году, Курьер получил большую, более современную кабину. Новые опции включили пятиступенчатую механическую коробку передач, привод на четыре колеса и двигатель V6. Впервые стала доступна расширенная четырёхдверная кабина.
Подобным же образом североамериканский Форд Рейнджер становится донором платформы для внедорожника Ford Explorer, чья спортивная модель будет основана на этой версии Курьера. Под брендом Ford Raider (и эквивалент Mazda Proceed Marvie) он продавался с 1991 по 1997 годы.

### Четвёртое поколение (1998—2006)
В 1998 году было представлено новое поколение пикапа Курьер с изменением дизайна Mazda B-Series. В отличие от предыдущего поколения, под названием Курьер он продавался в основном в Австралии и Новой Зеландии. На других рынках, название для всех компактных пикапов производства Мазда и Форд сменилось в пользу Рейнджера.
В 2003 году Форд представила Ford Everest среднеразмерный внедорожник (SUV) на базе Courier/Ranger для азиатских и центрально-американских рынков.

## Модели на базе Fiesta

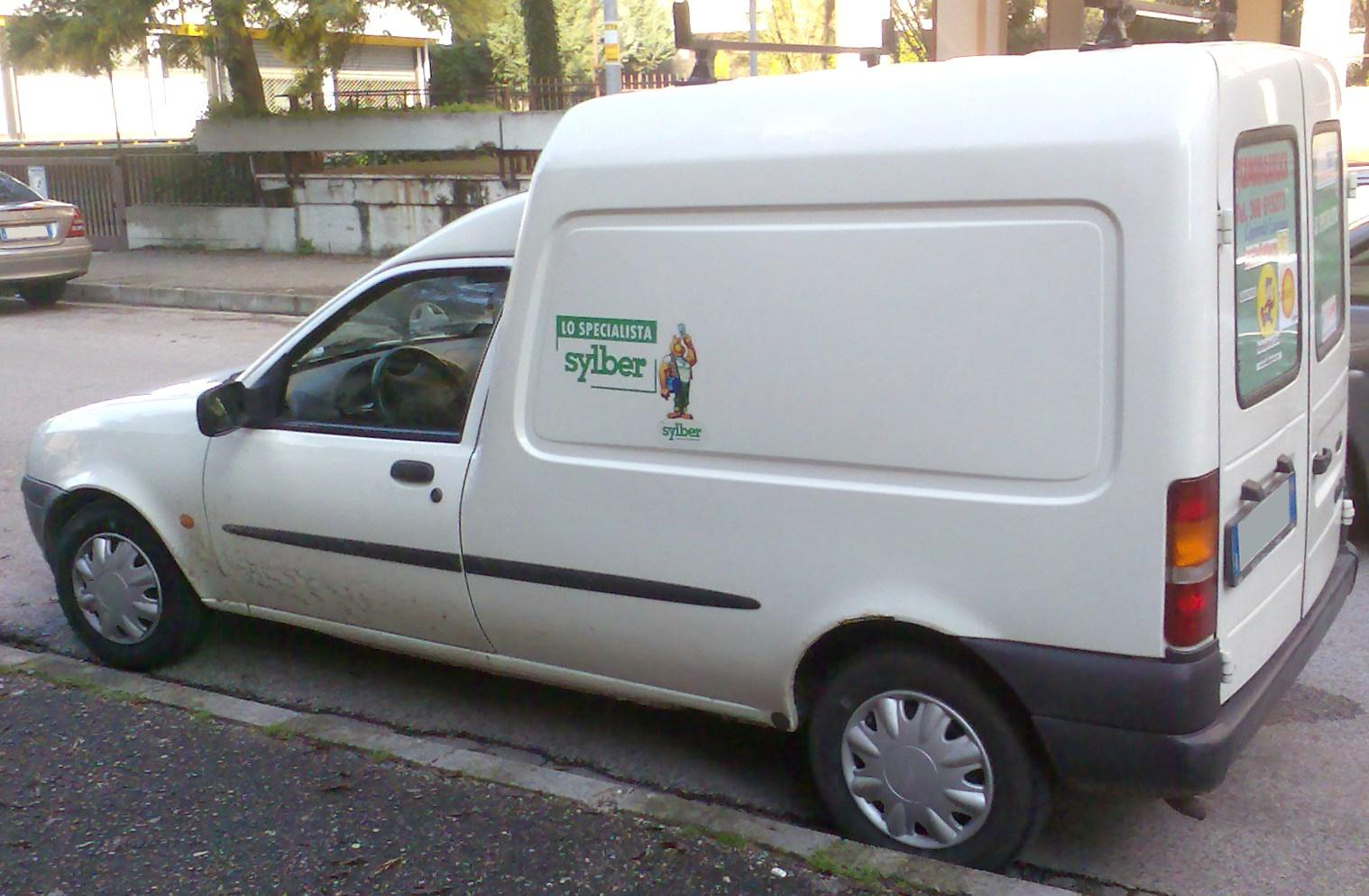
Ford Courier (Европа)

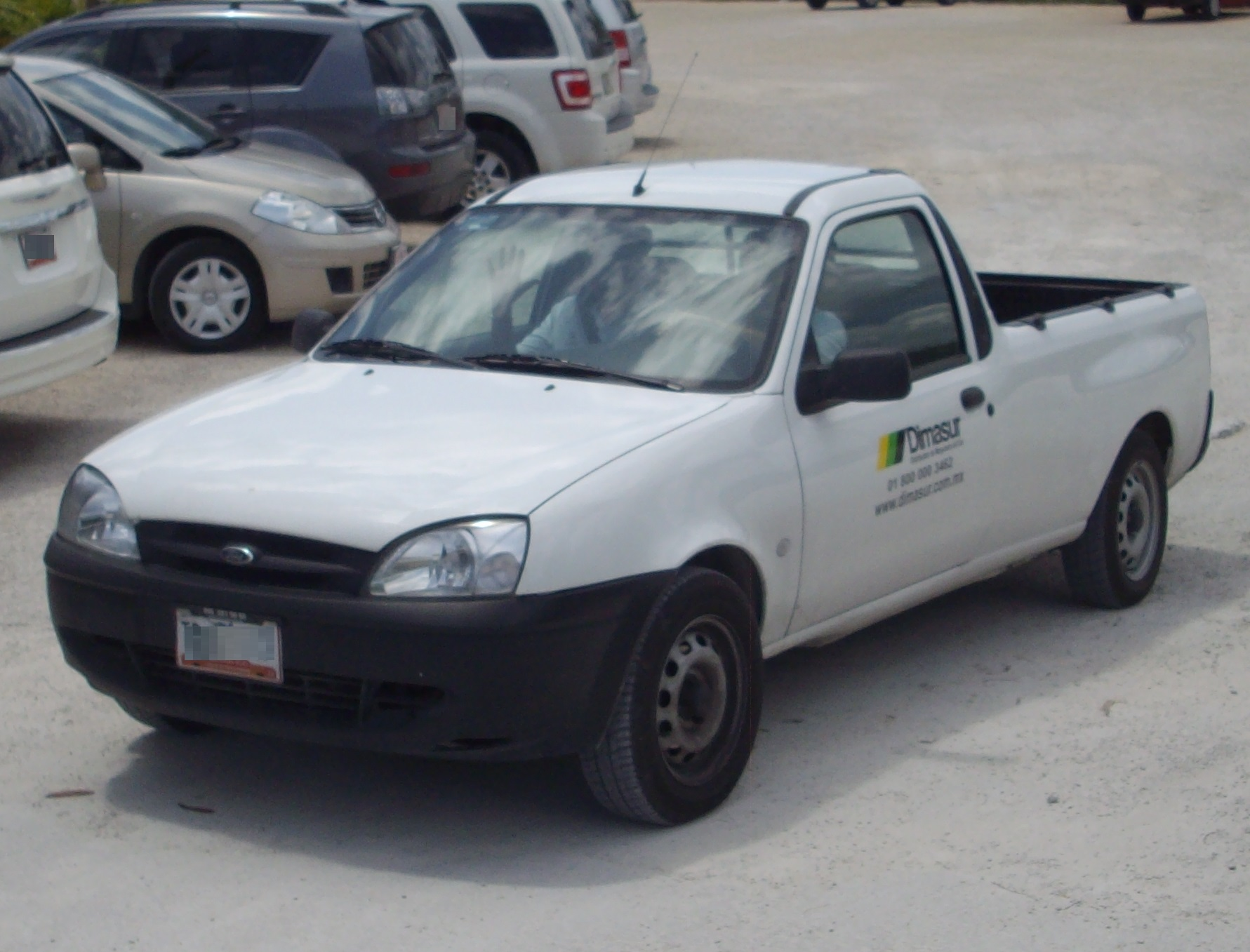
Ford Courier (Мексика)

### Европа (1991—2002)
Фургон Ford Courier Van на базе Ford Fiesta появился в Европе в 1991 году. Изначально на платформе Mark III Fiesta, он производился как версия Mark IV 1995 года. Он имеет переднемоторную компоновку с приводом на передние колёса. Он был сменён в 2002 году автомобилем Ford Transit Connect. Однако, минивэн на базе Fiesta, названный Transit Courier/Tourneo появился в 2013 году.

### Бразилия (1998—2013)
Название также носило небольшое купе подобной компоновки производства Форд в Бразилии, и экспортируемого в такие страны, как Мексика. Он основан на модели Ford Fiesta 1998 года. В то время, как перед похож на купе «bakkie» Ford Bantam на основе Fiesta южноафриканского производства, она имеет совершенно другой пассажирский отсек. Южноафриканская версия имеет короткие двери на пятидверном хетчбэке и малые квадратные фары в стиле больших пикапов с расширенными кабинами, и бразильская версия имела три длинные двери и не квадратные окна.
Грузоподъемность автомобиля 700 кг. До 1999 года, Курьер использовал 1,3-литровый двигатель Endura и 1,4-литровый Zetec-SE 16-клапанный двигатель. 1,4-литровый 16-клапанный Zetec-SE разгонял Mk IV до 170 км/ч, разгон до 100 км/ч за 12 секунд. С 2000 года, оба двигателя были заменили Zetec Rocam объёмом 1,6 литров. Модель Mk V 1,6 имела максимальную скорость 180 км/ч и разгонялась 0-100 км/ч за 10 секунд.
Габариты автомобиля: колёсная база 2830 мм, длина 4457 мм, ширина 1793 мм и высота 1477 мм.

С 2013 года, завод в Бразилии приостановил производство модели как для обычных потребителей, так и для бизнеса. В итоге, на смену пришел Ford Ranger (T6). В Мексике автомобиль перестал продаваться после 2010 года.